# Отто Яний
Отто Яний (нім. Otto Jany) — австрійський футболіст, що грав на позиції півзахисника. Відомий виступами у складі клубу ВАК. Володар кубка Австрії.

## Клубна кар'єра
З 1925 і по 1937 рік виступав у складі клубу «Вінер Атлетікспорт Клуб», більш відомої як ВАК. Команда переважно трималась у середині національної ліги, незважаючи на хороший склад і присутність у команді таких зірок австрійського і європейського футболу, як Рудольф Гіден, Карл Сеста, Георг Браун, Гайнріх Мюллер та інших. Найвищим результатом у чемпіонаті, якого досягла команда в цей час було 3 місце у 1929 році. Також клуб четвертим у 1930 і 1933 роках.
Більш вдало команда виступала у національному кубку. У 1928 році команда дійшла до фіналу, хоча у цьому розіграші Отто жодного матчу не зіграв. У 1929 і 1930 роках ВАК грав у півфіналі кубку, а перемогу здобув у кубку Австрії 1931. Той розіграш проводився за експериментальною схемою. 10 найсильніших команд країни грали за круговою схемою в одне коло. ВАК у дев'яти матчах жодного разу не програв і лише двічі зіграв унічию. Завдяки цьому клуб на одне очко випередив «Аустрію» і здобув трофей. На рахунку Яного шість матчів з дев'яти у тому розіграші.
Став з клубом фіналістом кубка Мітропи 1931 року, куди ВАК потрапив як переможець національного кубку. Щоправда, грав лише у матчах першого етапу змагань. В чвертьфіналі ВАК у першій грі несподівано розгромив у Будапешті місцеву Хунгарію з рахунком 5:1. Незважаючи на таку перевагу, матч-відповіді не видався для віденців простим. «Хунгарія» забила два м'ячі на 2-й і 3-й хвилинах матчу, а на початку другого тайму ще й третій. Втім на більше угорці не спромоглися, чудову гру демонстрував знаменитий воротар австрійців Рудольф Гіден, а фактичну крапку у грі поставив нападник Вальтер Ганке на 81-й хвилині, встановивши остаточний рахунок — 1:3. У підсумку ВАК у фіналі програв «Вієнні» (2:3, 1:2).
У складі ВАКа дістався фіналу національного кубку у 1932 року. Клуб Отто у вирішальному матчі поступився «Адмірі» з рахунком 1:6.
Втретє за вісім років ВАК дійшов до фіналу кубка у 1935 році. Команда у півфіналі з Яним у складі в надрезультативному матчі перемогла «Рапід» 5:4, але уже без Отто програла у фіналі «Аустрії» з рахунком 1:5. Того ж сезону ВАК невдало виступив у чемпіонаті, посівши передостаннє 11-е місце, а вже за рік команда стала останньою і вибула з вищого дивізіону.

## Виступи за збірну
У складі національної збірної Австрії не грав, проте виступав у збірній Відня, де також виступали провідні австрійські футболісти. Дебютував у поєдинку проти збірної Південної Німеччини у січні 1929 року. Також грав проти Берліна (3:1) у жовтні того ж року.

## Титули і досягнення
- Володар Кубка Австрії (1):

ВАК: 1931
- Фіналіст Кубка Австрії (2):

ВАК: 1932, 1935
- Бронзовий призер чемпіонату Австрії (1):

ВАК: 1929
- Фіналіст Кубка Мітропи (1):

ВАК: 1931

## Статистика

### Статистика клубних виступів
| Сезон         | Команда       | Чемпіонат     | Чемпіонат | Чемпіонат | Кубок | Кубок | Кубок Мітропи | Кубок Мітропи |
| Сезон         | Команда       | Ліга          | Ігри      | Голи      | Ігри  | Голи  | Ігри          | Голи          |
| ------------- | ------------- | ------------- | --------- | --------- | ----- | ----- | ------------- | ------------- |
| 1924/25       | «Вінер АК»    | Д-1           | 0         | 0         | 1     | 0     | —             | —             |
| 1925/26       | «Вінер АК»    | Д-1           | 13        | 2         | 0     | 0     | —             | —             |
| 1926/27       | «Вінер АК»    | Д-1           | 6         | 1         | 0     | 0     | —             | —             |
| 1927/28       | «Вінер АК»    | Д-1           | 2         | 0         | 0     | 0     | —             | —             |
| 1928/29       | «Вінер АК»    | Д-1           | 21        | 1         | 2     | 2     | —             | —             |
| 1929/30       | «Вінер АК»    | Д-1           | 18        | 1         | 4     | 0     | —             | —             |
| 1930/31       | «Вінер АК»    | Д-1           | 15        | 0         | 6     | 0     | —             | —             |
| 1931/32       | «Вінер АК»    | Д-1           | 7         | 0         | 5     | 0     | 2             | 0             |
| 1932/33       | «Вінер АК»    | Д-1           | 16        | 0         | 3     | 0     | —             | —             |
| 1933/34       | «Вінер АК»    | Д-1           | 3         | 0         | 0     | 0     | —             | —             |
| 1934/35       | «Вінер АК»    | Д-1           | 7         | 0         | 3     | 0     | —             | —             |
| 1935/36       | «Вінер АК»    | Д-1           | 15        | 0         | 2     | 0     | —             | —             |
| 1936/37       | «Вінер АК»    | Д-2           | ?         | ?         | 2     | 0     | —             | —             |
| Усього в ВАКу | Усього в ВАКу | Усього в ВАКу | 123+      | 5         | 28    | 2     | 2             | 0             |

### Статистика виступів у кубку Мітропи
| №                      | Розіграш               | Стадія                 | Дата та місце проведення | Команда 1              | Рахунок | Команда 2 | Голи |
| ---------------------- | ---------------------- | ---------------------- | ------------------------ | ---------------------- | ------- | --------- | ---- |
| 1                      | 1931                   | 1/4                    | 13.08.1931 Будапешт      | Хунгарія               | 1:5     | ВАК       |      |
| 2                      | 1931                   | 1/4                    | 19.08.1931 Відень        | ВАК                    | 1:3     | Хунгарія  |      |
| Всього у кубку Мітропи | Всього у кубку Мітропи | Всього у кубку Мітропи | Всього у кубку Мітропи   | Всього у кубку Мітропи | 2       |           | 0    |